# Joël Billard
Pour les articles homonymes, voir Billard (homonymie).
Joël Billard, né le 21 mars 1953, est un homme politique français.

## Biographie
Aide comptable de profession, il devient sénateur d'Eure-et-Loir le 15 octobre 2001 au lendemain du décès de Martial Taugourdeau, dont il était le suppléant. Il reste sénateur à la suite d'élections le 21 septembre 2008.
En mars 2015, il est élu conseiller départemental du canton de Châteaudun en tandem avec Alice Baudet.
En juin 1995, il est élu maire de Bonneval. Régulièrement réélu, il laisse sa fonction de maire à Éric Jubert en mars 2023.

## Synthèse des mandats

### Mandats en cours
- Président de la communauté de communes du Bonnevalais depuis 2002[réf. souhaitée] ;
- Maire de Bonneval depuis 1995 ;
- Conseiller général d'Eure-et-Loir, élu dans le canton de Bonneval d'octobre 1988 à octobre 2001, puis conseiller départemental d'Eure-et-Loir, élu dans le canton de Châteaudun depuis avril 2015.

### Anciens mandats
- Maire de Saint-Maur-sur-le-Loir de mars 1989 à juin 1995 ;
- Sénateur d'Eure-et-Loir du 15 octobre 2001 au 30 septembre 2014.